# ورم عضلي غدي
الورم العضلي الغدي هو أحد الأورام المعقدة المختلطة، يتكون من أنسجة غدية وعضلات، وهو ورم حميد.

## الورم الغدي العضلي في الرحم
ينشأ ككتلة داخل الرحم، يصعب تفريقها عن الورم الليفي، لكن درجة تشوه محيط وشكل الرحم أقل في حالة الورم العضلي الغدي، كما أن الورم غير محدد ويمتزج مع عضلات الرحم، على عكس الورم الليفي الذي يحاط بحافظة كاذبة من عضلات الرحم المضغوطة حوله.

## الانتشار
من سن 22-60 عاماً.

## الأعراض
- نزيف مهبلي هو العرض الأكثر شيوعاً.
- عسر الطمث.
- ألم الحوض.
- في الحالات الشديدة قد يؤدي إلى العقم.[2]

## التشخيص
بالأشعة وفحص النسيج مجهرياً.

## وصف الورم

### عياناً
- لين إلى صلب، أبيض رمادي عند القطع.
- قد يحتوي على أكياس صغيرة بها سائل بني.
- قد يكون سليلي الشكل: ورم عضلي غدي سليلي
- قد يكون كيسي في الأساس: ورم عضلي غدي كيسي.

### مجهرياً
- غدد متكاثرة حميدة في بطانة الرحم، محاطة بطبقة سدوية من بطانة الرحم و محاطة بعضلات ملساء.
- قد توجد بؤر من الخلايا الطلائية الحرشفية أو البوقية أو المخاطية.
- أوعية دموية سميكة الجدُر، مع تغيرات انقسامية في الطبقة السدوية لبطانة الرحم لا العضلات.
- قد تحوي الخلايا العضلية شذوذات لكن دون انقسامات فتيلية أو نخر
- نادراً ما تحتوي على نسيج لمفاوي يجعلها شبيهة باللمفوما.
- نادراً ما تتعرض للتغيرات الحادثة في بطانة الرحم أثناء الحمل.[2]

## العلاج
يعالج جراحياً مع الحفاظ على الرحم، إلى جانب نواهض الهرمون الموجه للغدد التناسلية، وفي حالة الورم العضلي الغدي الكيسي اليفعي يؤدي الاستئصال التام بالمنظار إلى تخفيف عسر الطمث وآلام الحوض مع انخفاض احتمالية الرجوع.